# Juliana Velásquez
Juliana Velásquez Buitrago (Bogotá, 22 de febrero de 1998) es una actriz, cantante, compositora, escritora y presentadora colombiana.

## Trayectoria artística
Se dio a conocer por ser ganadora del reality Angelitos en el 2004 y participar desde el 2005 en el programa infantil del Canal Caracol Club 10 junto con Mery Moon, Aurelio Cheveroni y Dino Doro. Desde 2014 hizo parte del elenco de Play Zone como presentadora principal, junto a Andrés Simón.
A principios del 2020 retoma su carrera como cantante presentando Montaña Rusa [cita requerida]
En marzo de 2021, fue confirmada como elenco principal de la serie original de Disney+ Siempre fui yo.
En febrero de 2024, su primer libro, Mar adentro, fue publicado por la editorial Montena. Este libro se complementa con su última producción discográfica que lleva el mismo nombre.

## Filmografía

### Televisión
| Año       | Título                                | Personaje                      | Rol                  | Canal               |
| --------- | ------------------------------------- | ------------------------------ | -------------------- | ------------------- |
| 2008      | Súper pá                              | Juliana Cortés                 | Protagonista         | Canal RCN           |
| 2009-2010 | Las detectivas y el Víctor            | Stefany Paola García Rodríguez | Reparto              | Canal RCN           |
| 2010      | Niñas mal                             | Hermana de Piti                | Reparto              | MTV (Latinoamérica) |
| 2010-2011 | La Pola                               | Isabel Nariño                  | Reparto              | Canal RCN           |
| 2012      | Historias clasificadas                | Milagros                       | Ep: El Gran Espíritu | Canal RCN           |
| 2015      | Laura, la santa colombiana            | Marianita                      | Reparto              | Caracol Televisión  |
| 2016      | Mujeres asesinas                      | Sofía, la consentida           | Protagonista         | Canal RCN           |
| 2016      | Yo soy Franky                         | Gabriela                       | Reparto              | Nickelodeon         |
| 2018-2020 | Noobees                               | Soledad                        | Reparto              | Nickelodeon         |
| 2018-2020 | La de troya                           | Susana                         | Reparto              | Señal Colombia      |
| 2019      | La gloria de Lucho                    | Leidy Díaz Vargas              | Protagonista         | Caracol Televisión  |
| 2019      | Historia de un crimen: Colmenares     | Jessy Quintero                 | Protagonista         | Netflix             |
| 2019      | La tía Ceci                           | Daniela                        | Protagonista         | Canal TRO           |
| 2020-2021 | Pa' quererte                          | Tatiana Perdomo                | Elenco principal     | Canal RCN           |
| 2020      | Decisiones: unos ganan, otros pierden | Tania                          | Unitario             | Telemundo           |
| 2021      | Natalia. crimen y castigo             | Natalia Fonseca                | Elenco principal     | Canal Trece         |
| 2022      | Te la dedico                          | Manuela Cabrales               | Reparto              | Canal RCN           |
| 2022-2024 | Siempre fui yo                        | Angie Rueda                    | Reparto              | Disney+             |

### Cine
| Año  | Título             | Personaje |
| ---- | ------------------ | --------- |
| 2024 | El bolero de Rubén | Patricia  |

## Reality
| Año       | Título           | Rol          | Nota                |
| --------- | ---------------- | ------------ | ------------------- |
| 2015      | Baila Fanta      | Participante | (Primera eliminada) |
| 2015      | Tu cara me suena | Participante | (Quinto lugar)      |
| 2014-2015 | Play Zone        | Presentadora |                     |
| 2005-2013 | Club 10          | Presentadora |                     |
| 2004      | Angelitos        | Participante | (Ganadora)          |

## Discografía
EP's
- 2020: Dos y Ventidós
- 2022: Delirante

Albumes
- 2021: Juliana
- 2022: Dos dos dos
- 2023: Mar adentro
- 2025: La Pista

## Premios y nominaciones
| Galardón               | Año  | Categoría                     | Trabajo                             | Resultado | Ref.  |
| ---------------------- | ---- | ----------------------------- | ----------------------------------- | --------- | ----- |
| Premios Grammy Latinos | 2021 | Mejor artista nuevo           | Ella misma                          | Ganadora  | [ 7 ] |
| Premios Nuestra Tierra | 2022 | Artista del año               | Ella misma                          | Nominada  | [ 8 ] |
| Premios Nuestra Tierra | 2022 | Álbum del año                 | Juliana                             | Nominada  | [ 8 ] |
| Premios Nuestra Tierra | 2022 | Artista pop del año           | Ella misma                          | Nominada  | [ 8 ] |
| Premios Nuestra Tierra | 2023 | Álbum del año                 | Dos Dos Dos                         | Nominada  |       |
| Premios Nuestra Tierra | 2023 | Artista pop del año           | Juliana                             | Nominada  |       |
| Premios Nuestra Tierra | 2023 | Mejor vídeo del año           | Pendejada (ft. Mabiland)            | Nominada  |       |
| Premios Nuestra Tierra | 2024 | Artista del año               | Ella misma                          | Nominada  |       |
| Premios Nuestra Tierra | 2024 | Canción del año               | La Primera Vez (ft. Manuel Medrano) | Nominada  |       |
| Premios Nuestra Tierra | 2024 | Álbum del año                 | Mar Adentro                         | Nominada  |       |
| Premios Nuestra Tierra | 2024 | Artista Pop Femenina          | Ella misma                          | Ganadora  |       |
| Premios Nuestra Tierra | 2024 | Canción tropical/salsa/cumbia | Narices Frías                       | Nominada  |       |
| Premios Nuestra Tierra | 2024 | Mejor vídeo del año           | La Primera Vez (ft. Manuel Medrano) | Nominada  |       |
| Premios Nuestra Tierra | 2024 | Mujer raíz de nuestra tierra  | Ella misma                          | Nominada  |       |

### Otros reconocimientos
- Durante la séptima versión de Expokids, la actriz y cantante, Juliana Velásquez, recibió un homenaje como reconocimiento por ser una de las artistas infantiles más importantes de la historia de Colombia.